# NGC 3285B
NGC 3285B је спирална галаксија у сазвежђу Хидра која се налази на NGC листи објеката дубоког неба.
Деклинација објекта је - 27° 39' 12" а ректасцензија 10h 34m 36,7s. Привидна величина (магнитуда) објекта NGC 3285 износи 13,1 а фотографска магнитуда 13,9. NGC 3285B је још познат и под ознакама ESO 501-18, MCG -4-25-22, AM 1032-272, IRAS 10322-2723, PGC 31293.